# Andriivka, Cerneahiv
Andriivka (în ucraineană Андріївка) este o comună în raionul Cerneahiv, regiunea Jîtomîr, Ucraina, formată numai din satul de reședință.

## Demografie
Componența lingvistică a comunei Andriivka
     Ucraineană (99,32%)
     Alte limbi (0,68%)
Conform recensământului din 2001, majoritatea populației comunei Andriivka era vorbitoare de ucraineană (99,32%), existând în minoritate și vorbitori de alte limbi.